# 大乘汽車
大乘汽車（Dorcen）是2018年9月推出的中国汽车品牌。该品牌的车辆是在江铃集团和众泰汽车的工厂生产的。该品牌的母公司于2021年申请破产 。2023年，該品牌更名為Docan。

## 历史
1969年，南昌汽车厂成立。1996年，引入外資並更名为江西富奇汽车有限公司。2013年1月，江铃汽车集团將江西华翔富奇汽车有限公司重组，並在江西省抚州市成立江西江铃集团轻型汽车有限公司（江铃轻汽）。
2017年5月，江苏金坛长荡湖新能源科技有限公司成为江铃轻汽控股股东，持股67%，而原有的两个股东江铃汽车集团和抚州发展工业投资有限公司的持股比例分別下降到19%和14%。
2018年1月，江铃轻汽更名為江西大乘汽车有限公司。2018年7月26日，江苏金坛长荡湖新能源科技有限公司变更为大乘汽车有限公司，大乘汽车董事长兼CEO吴潇是众泰汽車董事长吴建中之子。吴建中还担任大乘汽车董事局主席。
2018年9月，江西大乘汽车有限公司发布新品牌“大乘汽車”，並推出三款车型。 
自2019年以来，大乘汽车的工厂就無法順利投產。2020年初，大乘汽车被爆出连续数月拖欠员工工资，員工个人因公出差垫付的费用也长期无法报销。截至2021年1月，大乘汽车的月产量为0，公司于2021年申请破产。2021年9月，大乘汽车9次被列为被执行人，7次被限制高消费。
2022年，大乘汽车又与火星石科技共同建立自游家汽車的生产线，共同生产Niutron NV這一款电动跨界SUV車型。2022年12月，自游家宣布，Niutron NV由於無法交付，将在48小时内向超过24,000名預定者全额退款。 
2023年6月，大乘汽車的英文名Docan更名为Dorcen，中文名不變。 

## 工廠
大乘汽车拥有江苏、江西两个生产基地。江苏生产基地曾是众泰汽車的生产基地。2018年12月，福州第二工厂竣工。
2021年，大乘汽车位於江蘇的工廠已由小牛电动的牛创汽车接手。2022年，大乘汽车位于江西的原工厂已由比亚迪接手